# جيمس فيرنانديز
جيمس فيرنانديز (26 يونيو 1994 بغوا في الهند - ) هو لاعب كرة قدم هندي في مركز الوسط. لعب مع نادي سالغاوكار.

## وصلات خارجية
- جيمس فيرنانديز على موقع قاعدة بيانات كرة القدم.إي يو (الإنجليزية)
- جيمس فيرنانديز على موقع Soccerway.com (الإنجليزية)